# Чкалов (Нюрбинский район)
Чка́лов (якут. Чкалов) — село в Нюрбинском районе Республики Саха (Якутия) России. Входит в состав Аканинского наслега.

## География
Село находится в западной части Якутии, в пределах восточной части Верхневилюйского плато, у озёр Муосаны и Бере, на расстоянии 15 км от города Нюрба, административного центра района.
Климат
Климат характеризуется как резко континентальный, с продолжительной морозной зимой и жарким летом. Абсолютный минимум температуры воздуха самого холодного месяца (января) составляет −61 °C; абсолютный максимум самого тёплого месяца (июля) — 40 °C. Среднегодовое количество атмосферных осадков составляет 260—280 мм. Снежный покров держится в течение 210—225 дней в году.

## История
Село основано в 1947 году. Согласно Закону Республики Саха (Якутия) от 30 ноября 2004 года N 173-З N 353-III село возглавило образованное муниципальное образование Аканинский наслег.

## Население
| 2002 | 2010 | 2021 |
| ---- | ---- | ---- |
| 98   | ↘77  | ↘30  |

Гендерный состав
По данным Всероссийской переписи населения 2010 года, в гендерной структуре населения из 77 человек мужчин — 40 (51,9 %), женщин — 37 (48,1 %).
Национальный состав
Согласно результатам переписи 2002 года, в национальной структуре населения якуты составляли 100 % из 98 чел.

## Улицы
В селе имеются две улицы: Ленина и Новая.

## Экономика
Развито животноводство (мясо-молочное скотоводство, мясное табунное коневодство).

## Инфраструктура
В селе функционируют культурный центр, начальная общеобразовательная школа, учреждения здравоохранения и торговли.